# 伏特
伏特（英語：volt）是国际单位制中电势、电势差（电压）、电动势的单位，属于导出单位，符号 V。
在一根均匀的、宽度和温度固定的导线上，假設某兩點間有一安培電流流動，則兩點間的電阻會將這兩點內的電能转化为热能功率1瓦（W=1J/s），將這兩點間的電壓差就被定義為一伏特。
此单位是以发明电池的意大利物理学家——亚历山德罗·伏特的名字命名的。

## 定義
伏特的國際單位制（SI）定義是以基本的電學單位：安培（縮寫為英文字母 A），和力學單位瓦特（縮寫為英文字母 W）而導出的。依據國際單位制中的安培，將一伏特定義為：「在載有一安培恆定電流的導線上，當兩點之間導線上的功率耗散為一瓦特(1W = 1 J/S)時，這兩點之間的電位差」。
{\displaystyle {\mbox{V}}={\dfrac {\mbox{W}}{\mbox{A}}}={\dfrac {\mbox{J}}{{\mbox{A}}\cdot {\mbox{s}}}}={\dfrac {{\mbox{N}}\cdot {\mbox{m}}}{{\mbox{A}}\cdot {\mbox{s}}}}}
而以基本單位寫出定義公式即為： （公斤 · 平方公尺） ·（秒−3 · 安培−1 ）
{\displaystyle {\text{V}}={\frac {\text{potential energy}}{\text{charge}}}={\frac {{\text{N}}{\cdot }{\text{m}}}{\text{C}}}={\frac {{\text{kg}}{\cdot }{\text{m}}^{2}}{{\text{A}}{\cdot }{\text{s}}^{3}}}.}
也可定義為單位庫侖電荷的能量,
{\displaystyle {\mbox{V}}={\dfrac {\mbox{J}}{\mbox{C}}}}

### 利用約瑟夫森結的定義
自1990年起國際間利用約瑟夫森結的實驗來實測一伏特的量值，此實驗配合轉換係數約瑟夫森常數，即可量測一伏特，約瑟夫森常數在18世紀的國際度量衡大會訂定，其數值如下：
K{J-90} = 2e/h = 0.4835979 GHz/µV.
一般而言此實驗都是使用數千或上萬的約瑟夫森結陣列，用10至80GHz的微波（依實驗設計不同而不同）做為激發訊號。

## 電的水力類比
有時會用水的管路系統來說明電路，電壓（電位差）可以類比為水壓差，而電流會類比為水在管路特定位置的體積流率，是由管路的寬度（可類比為電導率）及管路二端子的水壓差（可類比為電壓）決定。
在歐姆式導體中，導體兩端電壓和流過導體的電流會成正比關係，歐姆定律就在說明上述的關係。

## 常見電壓
以下是一些常見電壓源的電壓：

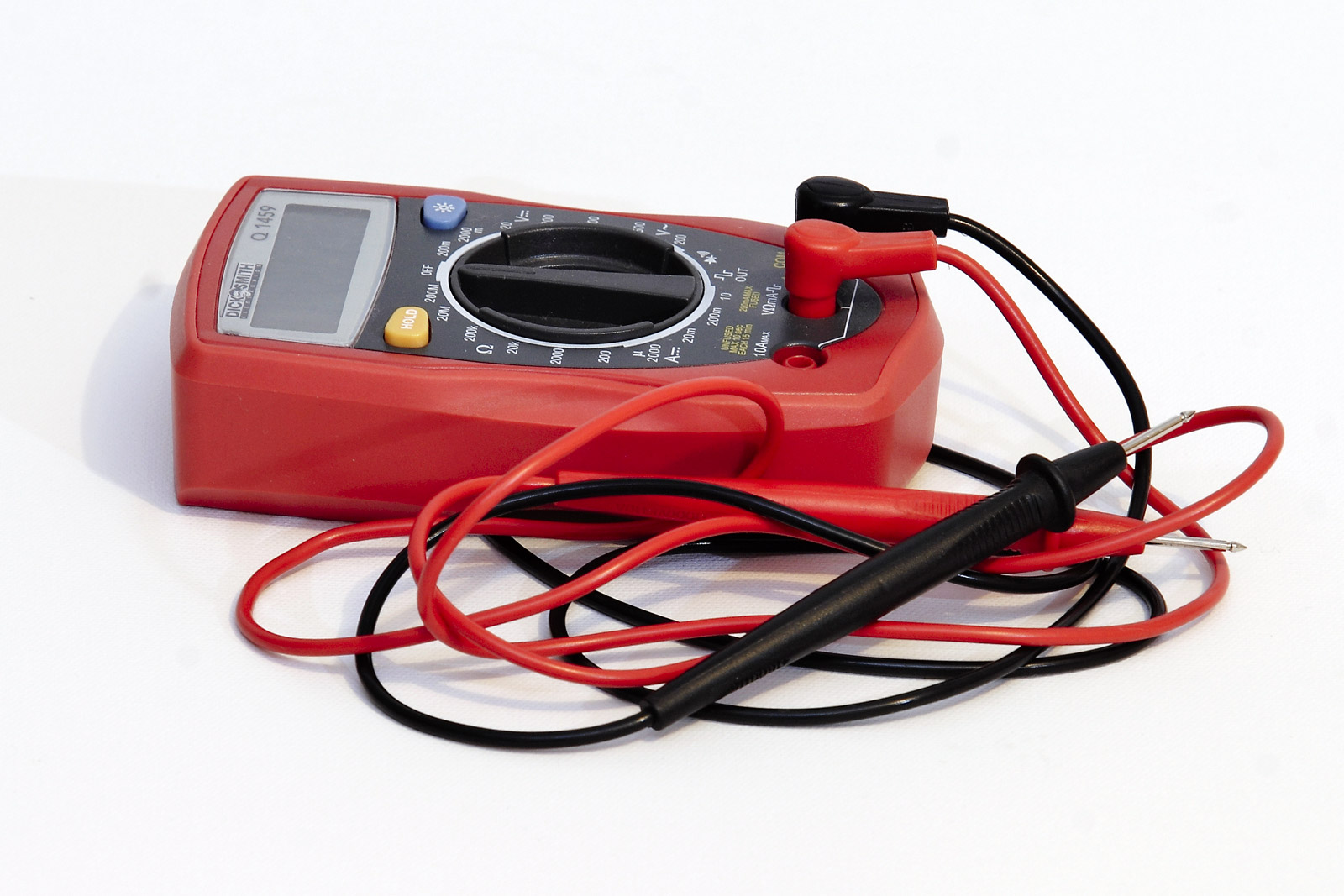
三用電表可以量測二點之間的電壓

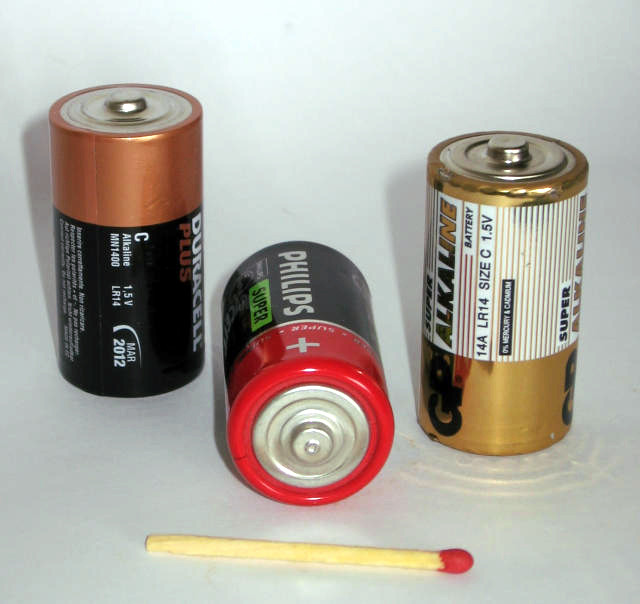
1.5V 的二號電池

- 神經細胞的靜息電位：大約 −75 mV[3]。
- 一顆可充電的NiMH或NiCd電池：1.2 V。
- 水銀電池：1.355 V。
- 一顆不可充電的碳鋅電池或鹼性電池：1.5 V。
- 可充電的LiFePO4電池：3.3 V。
- 可充電的鋰離子聚合物電池：3.75 V。
- TTL電源：5 V。
- PP3電池：9 V。
- 車輛的電力系統：標準電壓12 V，放電時約11.8 V，充電時約12.8 V，若在車輛行進中的充電電壓，可以到13.8–14.4 V。
- 家用電源：歐洲、亚洲、非洲為230 V，北美為120 V，日本為100 V，台灣為110 V，中国大陆、香港为220 V，此處所列的電壓均為交流電壓的RMS值（其他國家的電源，請參考家用電源列表）。
- 卡車或貨車的電源：24 V DC。
- 電信設備：-48 V DC
- 城市軌道交通系統的第三軌供電：電壓依國家不同，由500 V DC到1500 V DC不等。
- 鐵路的高架電車線：交流電壓RMS值25kV（千伏），頻率為50或60Hz。
- 三相交流輸電：中國1000kV，美國765kV，英國400kV
- 高壓直流輸電：最高±1100kV（新疆准東至安徽皖南）
- 閃電：多半在100MV左右。

上述的電壓源若提供交流電，其列的電壓值是以RMS值為準，若一個中心值為0的弦波電壓，其峰值電壓會是RMS電壓的{\displaystyle {\sqrt {2}}}倍。

## 伏特的歷史
在19世紀時，路易吉·伽伐尼發現死青蛙的肌肉接觸火花時會顫動，認為電存在于生物體內，亞歷山德羅·伏打不認同他的看法，也開始從事有關電的研究。亞歷山德羅·伏打發明了伏打電堆，是第一個現代的化學電池，可以提供穩定的電流，亞歷山德羅·伏打也發現了在電堆兩極的金屬為鋅及銀時，產生電力的效果最好。在19世紀80年代時国际电工協會，也就是現在的国际电工委员会（IEC），確立伏特為電動勢的單位。當時伏特的定義是一個流過一安培電流的導體，其功率消耗為一瓦特時，導體二端的電位差。
在1893年時，國際上將伏特定義為克拉克電池（Clark cell）電動勢的1/1.434。在1908年時，由於國際上已改以歐姆及安培來定義伏特，因此不再使用上述的定義，不過相關的設備在1948年才不再使用。
在使用約瑟夫森結來做為伏特的基準前，國際上的實驗室使用一種稱為標準電池的特殊電池做為伏特的基準，美國在1905-1972年時使用一種特殊設計的標準電池，稱為韋斯頓電池。

## 相關連結
- 電子伏特